# Vadim Dijinari
Vadim Dijinari (Bender, 1º aprile 1999) è un calciatore moldavo, difensore del Petrocub Hîncești.

## Carriera

### Club
Cresciuto nello Sheriff Tiraspol, con cui esordisce anche a livello professionistico, ha giocato successivamente in prestito nella Dinamo-Auto, con cui esordisce nelle competizioni europee per club. Nel 2021, viene girato nuovamente in prestito, questa volta al Milsami Orhei.

### Nazionale
Ha giocato nella nazionale moldava Under-21.

## Palmarès

### Club

#### Competizioni nazionali
- Coppa di Moldavia: 1

Sheriff Tiraspol: 2018-2019
- Campionato moldavo: 1

Sheriff Tiraspol: 2019